# Cyclaster regalis
Cyclaster regalis är en sjöborreart som beskrevs av Baker 1969. Cyclaster regalis ingår i släktet Cyclaster och familjen lyrsjöborrar. Inga underarter finns listade i Catalogue of Life.